# Arsia
Arsia (IPA: /ˈarsja/, in croato Raša; in ciacavo Aršija) è un comune croato di 3 197 abitanti dell'Istria sud-orientale a 4,5 chilometri da Albona.

## Storia
Arsia fu costruita in un anno e mezzo dal regime fascista italiano, in base al progetto dello studio Pulitzer di Trieste (architetti Pulitzer, Ceppi, Finali, e gli sloveni Zorko Lah e Franjo Kosovel): fu inaugurata il 4 novembre 1937. Si trattava della prima città a carattere minerario progettata e costruita dal regime e ad essa seguì Carbonia. Sorse in una zona appena bonificata, con la regolamentazione del torrente Carpano ed il prosciugamento del lago omonimo, per favorire l'insediamento delle famiglie dei minatori impiegati nello sfruttamento delle vicine miniere di carbone.
L'abitato, d'impronta razionalista, fu dotato dei principali servizi: scuole, un ospedale, un campo sportivo, un ufficio postale, un cinema ed un albergo. La chiesa, dedicata a Santa Barbara, patrona dei minatori, è opera, come il municipio, dello stesso Pulitzer Finali. Si presenta con la forma di un carrello da minatore rovesciato mentre il campanile ricorda le lampade impiegate in miniera.
Arsia (già nel 1936 aveva 6 978 ab.) fu costituito con un territorio comunale di 74,00 km² (con parti dei municipi di Albona e di Barbana d'Istria) quando fu eretta in comune autonomo nel 1937, e contava circa 10 000 abitanti e lo sfruttamento delle miniere di carbone era al culmine, con 160 chilometri di gallerie già scavate che raggiungevano anche i 350 metri di profondità.
Purtroppo lo sfruttamento intensivo della miniera provocò diversi incidenti minerari mortali; il più grave avvenne il 28 febbraio 1940, quando morirono quasi 200 minatori, e altrettanti furono i feriti che morirono nei giorni successivi. La stampa fascista non diffuse la notizia anche se si è trattato del più grande disastro minerario della storia per numero di vittime italiane.
Dal 1943 al 1945 venne occupata da una guarnigione della Germania nazista. Venne poi presa dai partigiani iugoslavi, che destinarono al lavoro nelle miniere prigionieri e condannati ai lavori forzati.
Nel dopoguerra avvenne l'esodo della gran parte delle famiglie italiane, pur se in larga maggioranza d'estrazione operaia e se molti, almeno inizialmente, avevano guardato con condiscendenza al nuovo ordine comunista iugoslavo.
Annessa alla Repubblica Socialista Iugoslava, nel 1961 vi fu stabilita una colonia di bosniaci che crebbero fino a rappresentare un terzo della popolazione del comune, ma al 2011 sono censiti solo in 190. Mentre la comunità italiana è costituita oggi da una cinquantina di persone.
L'attività estrattiva, già notevolmente ridotta con la seconda metà degli anni sessanta, si concluse definitivamente nel 1992.

## Società

### La presenza autoctona di italiani
È presente una comunità di italiani autoctoni che rappresentano una minoranza residuale di quelle popolazioni italofone che abitarono per secoli la penisola dell'Istria e le coste e le isole del Quarnaro e della Dalmazia, territori che appartennero alla Repubblica di Venezia. La presenza degli italiani ad Arsia è drasticamente diminuita in seguito all'esodo giuliano dalmata, che avvenne dopo la seconda guerra mondiale e che fu anche cagionato dai "massacri delle foibe".
La minoranza di lingua italiana aderisce alla Comunità degli Italiani "Giuseppina Martinuzzi" con sede nella vicina Albona.

### Lingue e dialetti
| %      | Ripartizione linguistica (gruppi principali) |
| ------ | -------------------------------------------- |
| 1,36%  | madrelingua bosniaca                         |
| 94,29% | madrelingua croata                           |
| 2,63%  | madrelingua italiana                         |

| %      | Ripartizione linguistica (gruppi principali) |
| ------ | -------------------------------------------- |
| 5,97%  | madrelingua bosniaca                         |
| 89,85% | madrelingua croata                           |
| 1,73%  | madrelingua italiana                         |

## Corsi d'acqua
Canale d'Arsa (Zaljev Raša); fiume Arsa (Raša); torrente Càrpano (Krapan).

## Località
Il comune di Arsia (con popolazione totale di 3.197 abitanti) è diviso in 27 frazioni o insediamenti (naselja) con i seguenti abitanti:
- Arsia (Raša), sede comunale: 1.444
- Barbi o Villa Barbich (Barbići): 66
- Bergodi o Bergotto (Brgod): 157
- Brovigne (Brovinje): 82
- Càrpano (Krapan): 151
- Cerni (Crni): 15
- Cugno (Kunj): 72
- Diminici o Villa Diminici (Diminići):
- Dregne o San Nicolo Dregne (Drenje): 45
- Lettaia (Letajac): 35
- Pesacco o Valpidocchio (Bršica)
- Poglie San Giovanni (Polje): 25
- Ponte d'Arsia (Most-Raša): 78
- Ravine (Ravni): 74
- San Bòrtolo (Sveti Bartul): 227
- San Lorenzo d'Albona (Sveti Lovreč Labinski): 55
- Santa Marina d'Albona (Sveta Marina): 51
- Schitazza (Skitača): 3
- Squaransca (Škvaranska): 5
- Stanissovi (Stanišovi): 37
- Tonnara o Tunàrizza (Tunarica)
- Traghettari (Trgetari): 50
- Traghetto (Trget): 35
- Topido o Topit (Topid): 139
- Valmazzinghi (Koromačno): 181
- Viscovici (Viškovići): 169
- Vlasca (Vlaška)

 altri abitanti: 2
Altre località nel comune: Buriachi (Burijaki), Cappelletta (Kapelica), Cerovizza (Cerovica), Fillici (Filići), Ivanussici (Ivanušići), Mazzarini (Macarini), San Giovanni dei Negri (Sveti Ivan), Stallie (Stalije).

## Amministrazione

### Gemellaggi
- Carbonia, dal 2010[9]